# Mayúscula

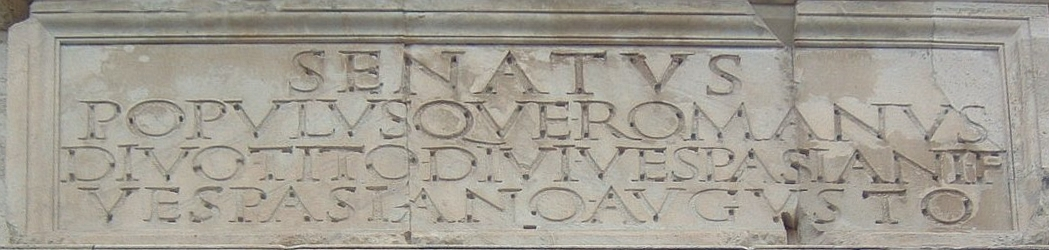
Inscripción en el arco de Tito en Roma: "SENATVS POPVLVSQVE ROMANVS DIVO TITO DIVI VESPASIANI F[ILIO] VESPASIANO AVGVSTO" (El senado y el pueblo romano [lo dedican] al divino Tito Vespasiano Augusto, hijo del divino Vespasiano) en latín, escrito íntegramente en mayúsculas.

En diversos alfabetos, las letras mayúsculas son letras que tienen mayor tamaño y por lo general distinta forma que las minúsculas, con las que contrastan. En el caso del alfabeto latino, del latín original solo se conserva ese conjunto de letras, que ―cuando posteriormente se desarrollaron las minúsculas actuales― se convertirán en las mayúsculas.

## Uso de las mayúsculas en español
- Al inicio de una oración.
- Al inicio de nombres propios.
- En siglas e iniciales.

Por lo general, se emplean como inicial de nombres propios, después de un punto y en las siglas.

### Después de un punto
Como norma general, después de un punto (ya sea aparte o seguido) o cualquier otro signo que sirva de conclusión de la frase u oración; por ejemplo:
- ¿Querías lentejas? Pues no, no me quedan.
- ¡Muévase hacia la izquierda! La otra izquierda...

### Después de puntos suspensivos
Como norma general, después de los puntos suspensivos, va mayúscula:
- No sé si... Bueno, está bien, iré.
- Al perro le gusta correr... Es muy activo.

Si la frase u oración tras los puntos suspensivos es una continuación y no otra frase independiente, no llevará mayúscula:
- Vete cuando quieras..., querido. [Lleva una coma porque la hubiera llevado también si no hubieran estado los puntos suspensivos: «Vete cuando quieras, querido»].
- Saldré... luego.
- En aquel momento me sentí... feliz. (No lleva una coma porque si no hubieran estado los puntos suspensivos tampoco la hubiera llevado: «En aquel momento me sentí feliz»).

### Títulos de obras de creación artística
Los títulos de libros, películas, canciones, programas de televisión y de radio, y otras obras de creación solo llevan mayúscula en la primera palabra y los nombres propios que pudiera haber:
- Un mundo feliz
- Cien años de soledad
- Las cuitas del joven Werther.
- El ingenioso hidalgo don Quijote de la Mancha.
- Escuchaban Las cuatro estaciones.
- Escuchaban la Sinfonía n.º 9 de Beethoven.
- Escuchaban la Novena sinfonía de Beethoven.

### Títulos de publicaciones periódicas y colecciones
En publicaciones periódicas (como diarios y revistas) y colecciones, todos los sustantivos y adjetivos que forman parte del nombre deben llevar mayúsculas:
- Página/12
- El Tiempo Online
- La Revista de Neurología dejó de publicarse.
- La revista Sociedad dejó de publicarse.
- Paidós (Filosofía para la Vida)[4]
- Biblioteca de Grandes Autores Panameños.

### Títulos de libros sagrados
En los libros sagrados judeocristianos y musulmanes, todos los sustantivos y adjetivos deben llevar mayúscula:
- la Biblia
- el Antiguo Testamento (si no fuese un texto sagrado se podría escribir: «Se ufanaba de haber leído todo el Antiguo testamento de atrás para delante»).
- el Nuevo Testamento (si no fuese un texto sagrado se podría escribir: «Aprendían el Nuevo testamento de memoria»).
- el Libro de los Jueces (si no fuese un texto sagrado se podría escribir: «Usaba las páginas del Libro de los jueces como papel para armar»).
- el Evangelio según San Lucas (si no fuese un texto sagrado se podría escribir: «El autor del Evangelio de san Lucas no fue Lucas ni fue santo»).
- la Carta a los Efesios (tanto «carta» como «efesios» son sustantivos comunes; si no fuese un texto sagrado se podría escribir: «Los disparates contenidos en la Epístula ad efesios originó la palabra “adefesio”»).
- el Corán
- las Sagradas Escrituras

Los libros sagrados de otras religiones o de las religiones precolombinas se suelen escribir con mayúscula en la primera palabra, y con cursivas:
- el Bhagavad-gītā
- el I ching
- el Libro de Mormón
- el Libro de los Muertos
- el Majabhárata
- el Mishná
- el Popol vuh
- el Sueta-asuatara-upanisad
- el Talmud
- la Torá

### Títulos de congresos, cursos, seminarios
También se escriben con mayúscula los sustantivos y adjetivos que dan nombre a congresos, cursillos, cursos, seminarios, etc. (a menos que el nombre tenga más de tres o cuatro palabras):
- el seminario Periodismo y Redes.
- el seminario de Industrias de la Lengua.
- XV Congreso Mundial de Neonatología.
- el Seminario de Antropología y Economía.
- el seminario científico La Crisis de las Religiones.
  - el seminario científico «La crisis de las religiones y su desaparición en las primeras décadas del siglo XXI».
- el seminario Ser Universitario, en la Universidad Tecnológica Nacional.
  - el seminario «Ser universitario en la Universidad Tecnológica Nacional».
- Estudio Panorámico del Antiguo Testamento.
- el cursillo prematrimonial «Tras los pasos de santa Frígida».
  - Asistimos al cursillo prematrimonial, como todas las demás parejas.
- 1.er Curso de Crítica Textual.
- Curso Integral de Nivelación Universitaria.
- el «Seminario de gerenciamiento de tecnologías biomédicas».

- II curso de especialización en corrección de estilo y ortotipografía.[5]
  - He asistido al «II curso de especialización en corrección de estilo y ortotipografía» hace dos días.
- Introducción al comentario de textos narrativos y poéticos españoles del siglo XVI.
  - Me perdí el seminario «Introducción al comentario de textos narrativos y poéticos españoles del siglo XVI» porque soy un perezoso.

### Conferencias
- Aspectos normativos de las expresiones pluriverbales españolas.
- El método ante el problema de Dios.
- Introducción a la interpretación de conferencias.
- Introducción a la promoción de la salud.
- La filosofía y el restablecimiento de las creencias.
- La pareja interior.
- La utilización de lenguaje científico en la astrología actual.
- La verdad y las formas jurídicas (conferencia de Foucault).
- Las dos formas de convivencia: compañía o rivalidad.
- Las novedades en la última edición de la «Ortografía de la lengua española» y otros detalles importantes para los correctores.
- Recursos avanzados para la corrección con comodines y macros.
- Recursos electrónicos para la ortotipografía del español.
- Revisión de traducciones: mejoras potenciales para traductores a partir de errores típicos.
- Una introducción a la filosofía de Wittgenstein.

- El discurso «La vía chilena al socialismo» (Salvador Allende, 1971).
- La vía chilena al socialismo (discurso de Salvador Allende, publicado en 1971).

### Sustantivos propios
En los sustantivos propios (por ejemplo: Luis, Colombia), o en los sustantivos comunes que se utilizan como propios:
- «Hoy, Mamá ha decidido visitarnos» (nótese la diferencia con: «Hoy, mi mamá ha decidido visitarnos»);
- «¿No le parece, Padre, que usted cada vez tiene menos poderes?» (nótese la diferencia con: «El padre Ignacio cada vez tiene menos poderes»);
- «La presidente se sienta aquí» (nótese la diferencia con: «Por favor, Presidente, usted siéntese aquí»);
- —¿Dónde está Mamá?

—¿Quién es tu mamá, Niño? ¿Este niño es hijo de alguna de vosotras?
Los apellidos: Madariaga, Maradiaga, Milanés, Narváez, Rodríguez, Ruiz.
Cuando un apellido empieza con una preposición, esta se escribe con minúscula cuando acompaña al nombre:
- Pedro de Mendoza
  - De Mendoza, adelantado español
- Luis d’Elía
  - el Sr. D’Elía

Si no aparece el nombre sino solo el apellido, la preposición debe escribirse con mayúscula:
- el presidente De la Rúa
  - Fernando de la Rúa
  - De la Rúa, Fernando
- El código Da Vinci
  - Leonardo da Vinci
  - Da Vinci, Leonardo

## Nombres de diosas y dioses
- Afrodita
- Alá
- Amón
- Dios (cuando se usa como nombre propio).
  - «Ahora, Dios, te lo pedimos por Tu hijo, Jesús».
  - el dios judeocristiano Yahvé
- Diosa (cuando se usa como nombre propio).
  - «Oh, Diosa, otórgame tus dones».
- la diosa hebrea Mariam
- Jehová
  - «Soy 99 % ateo: descreo de la existencia de los 100 dioses más importantes registrados en la Historia humana, excepto de Jehová: en él creo ciegamente».
- Júpiter.

En el caso del apellido de casada de una mujer, la preposición «de» se mantiene con minúsculas:
- Nilda de Siemienczuk
  - la señora de Siemienczuk
  - la Siemienczuk (no «la De Siemienczuk», ni «la de Siemienczuk»).
- Cristina Fernández de Kirchner
  - la señora de Kirchner
  - la Kirchner (no «la De Kirchner», ni «la de Kirchner»).

Si el apellido no lleva preposición, sino solamente artículo, este se escribe siempre con mayúscula, independientemente de que se anteponga o no el nombre de pila:
- Pedro Martínez de la Rosa (1971-), piloto español de Fórmula 1.
  - la Sra. de De la Rosa.
  - la esposa del Sr. De la Rosa.
- Guillermo La Rosa (1954-), futbolista peruano.
  - la Señora. de La Rosa.
  - la esposa del señor La Rosa.
- Guillermo Larrosa (1975-), futbolista argentino.

Los nombres de las dinastías derivados de un apellido se deben escribir con mayúsculas:
- los Habsburgo, los Saboya, los Tudor, los Borbones, los Gupta, los Mauria;
- la familia Kennedy.[7]

Cuando los apellidos se utilizan como adjetivos, se deben escribir con minúscula:
- los reyes borbones, los reyes borgias, los emperadores guptas, los reyes maratíes, los emperadores maurias.

Cuando los nombres y apellidos de un autor designan alguna de sus obras, deben mantener la mayúscula:
- Tenía el palacio lleno de pinturas famosas: en el salón vimos un Miró, un De Chirico y un Juan Gris.

### Marcas comerciales
Las marcas son sustantivos propios, por lo que deben escribirse con mayúscula:
- Tanto el Cinzano como el Martini me hacen medio mal.
- Tiene un Mercedes.

Cuando no se utilizan específicamente para referirse a un producto perteneciente a una marca comercial, deben ir con minúsculas:
- Se tomó como diez martinis de marca irrecordable.
- Me corté con la yilé (de la marca Gillette de hojas de afeitar).
- Me cubrí la herida con una curita (de la marca Curitas de apósitos).
- Una aspirina sería demasiado para ella, entonces tomó una sola aspirineta (de las marcas Aspirina y Aspirinetas).
- En Chile le decían «confor» o «cónfor» al papel higiénico (de la marca Confort).
- En Perú al dentífrico le decían «colgate» (de la marca Colgate, que en inglés se pronuncia [kólgueit]).

### Celebraciones o festividades civiles, militares o religiosas
Según la Ortografía de la lengua española de la RAE, los sustantivos que forman parte del nombre de festividades, ya sean civiles, militares o religiosas, se escriben con inicial mayúscula:
- Año Nuevo
- Asunción
- Corpus Christi
- Día de Acción de Gracias
- Día de Europa
- Día de la Constitución
- Día de la Independencia
- Día de la Inmaculada
- Día de la Madre
- Día de la Mujer
- Día de los Inocentes
- Día de Reyes
- Día de San Prudencio
- Día de San Valentín
- Día del Estatuto
- Día del Niño
- Día del Padre
- Día del Polo Sur
- Día del Trabajador
- Día Internacional de la Mujer
- Día Internacional del Medio Ambiente
- Día Mundial contra el Hambre
- Día Mundial del Árbol
- Difuntos
- Domingo de Ramos
- Domingo de Resurrección
- el Rocío (Fiesta de la Virgen del Rocío).
- el trofeo Vicente Vélez
- Feria de la Papa
- Feria de Sevilla
- Feria del Libro
- Feria del Rocío
- Fiesta de la Hispanidad,
- Fiesta de la Virgen
- Fiesta del Trabajo
- Fiesta de la Inmaculada Concepción
- el Jueves Santo
- la Batalla del Vino
- La Blanca
- la Clásica de San Sebastián
- la Fiesta de la Vendimia
- la Madrugá de Sevilla
- la Pasión de Elche
- la Vuelta a España
- los Campeonatos Mundiales de Atletismo
- los Juegos Olímpicos
- el Lunes de Pascua
- el Martes de Carnaval
- el Miércoles de Ceniza
- Navidad
- Nochebuena
- Nochevieja
- Pascua (felicitar las Pascuas, felices Pascuas, el huevo de Pascua, el conejo de Pascua).
- Pascua de Pentecostés
- Pentecostés
- el Primero de Mayo (si no fuera una festividad, el mes debería ir con minúscula, como todos los meses).
- Reyes
- San Prudencio («san» va con mayúscula porque se trata de la festividad: «Nunca festejamos San Prudencio»; si se hablara del personaje, «san» debería ir con mayúscula: «Se comprobó que san Prudencio nunca existió»).
- Santiago
- Santiago Apóstol (la Fiesta de Santiago Apóstol; en cambio: «Los historiadores afirman que el apóstol Santiago, si existió, habría sido el hermano carnal de Jesús de Nazaret»).
- Semana Santa
- Todos los Santos Inocentes
- el Viernes Santo
- la Virgen Blanca

### Historia
Los nombres de edades y épocas históricas, cómputos cronológicos, acontecimientos históricos y movimientos religiosos, políticos o culturales:
- la Antigüedad
- la Alta Edad Media
- la Baja Edad Media
- el Cisma de Occidente
- la Contrarreforma
- la Edad de los Metales
- la Edad de Piedra
- la Edad Media
- la Edad Moderna
- el Medioevo
- el Genocidio armenio
- la Hégira
- el Holocausto
- la Ilustración
- la Marcha de la Sal (liderada por Gandhi).
- la Primera Guerra Mundial, la Segunda Guerra Mundial, la Tercera Guerra Mundial
- el Renacimiento
- la Revolución de los Claveles, la Revolución de los Jazmines, la Revolución universitaria, la Revolución soviética
  - la revolución socialista (que no es un hecho histórico ―ya que no se refiere específicamente a la Revolución rusa― sino que se refiere a un tipo de revolución en general).
- el Siglo de Oro

El adjetivo especificador que acompaña a los sustantivos «Revolución» e «Imperio» se escribe con minúscula:
- la Revolución francesa, la Revolución tunecina
- el Imperio británico, Imperio gupta, el Imperio kushán (kushán es el nombre de una tribu), el Imperio maratí, el Imperio mogol, el Imperio romano, el Imperio sij.

En cambio otros sustantivos similares, como califato, clan, dinastía, van siempre con minúsculas:
- el califato de Córdoba,[9] el califato de Damasco[10]
- la dinastía abasí,[10] la dinastía austriaca[11]
- los abasíes,[7] los alauíes,[7] los nazaríes,[7]
- la XVIII dinastía egipcia,[12] la 18.ª [decimoctava] dinastía[12]
- la dinastía de los Habsburgo,[13] la dinastía de Saboya,[14] la dinastía Habsburgo-Borbón,[15] la dinastía Ming.[7]

### Culturas y civilizaciones
- la cultura almeriense o la cultura de Almería
- la cultura andaluza o la cultura de Andalucía
- la cultura andina o la cultura de los Andes
- la cultura apenínica o la cultura de los Apeninos
- la cultura argelina o la cultura de Argelia
- la cultura estadounidense o la cultura de Estados Unidos
- la cultura gumelnita o cultura de Gumelniţa (una zona a orillas del río Danubio).
- la cultura llano o cultura de Clovis
- la cultura minoica o (inusual) la cultura de Minos
- la cultura mochica o la cultura de Moche
- la cultura nazqueña o la cultura de Nazca
- la cultura romana o la cultura de Roma
- la cultura sanagasteña o cultura de Sanagasta
- la cultura de Mohenjo-Daro o cultura del valle del Indo
- la cultura nurágica o cultura de los nuragas
- la cultura olmeca o la cultura de los olmecas

### Eras geológicas
Se escriben con mayúscula los sustantivos que dan nombre a eras y periodos geológicos:
- el Cuaternario
- la Edad de Piedra
- el Jurásico
- el Magdaleniense (estadio cultural).[16]
- el Mioceno
- el Pleistoceno.

Sin embargo cuando el nombre es sucedido por un adjetivo (como «superior», «medio» o «tardío»), este debe ir con minúscula:
- el Eoceno medio
- el Neolítico superior
- el Pleistoceno temprano
- el Plioceno tardío

Sin embargo cuando el nombre es precedido por un sustantivo (como «era», «período», «eón»), debe ir con minúscula:
- la era cenozoica
- el periodo cuaternario
- el periodo devónico
- el sistema carbonífero
- el sistema devónico

### Escuelas, doctrinas, filosofías
- el anarquismo
- el clasicismo[18]
- el comunismo
- la escuela austríaca de economía (no es una institución sino una doctrina).
- la escuela de Platón (no es una institución sino una doctrina).
- el fascismo
- el keynesianismo
- el marxismo[19]
- el marxismo-leninismo
- el monetarismo
- el nazismo
- el panafricanismo
- el panarabismo
- el principio de la no intervención
- la doctrina Monroe.
- el socialismo democrático
- la socialdemocracia, los socialdemócratas.

### Movimientos artísticos
Las denominaciones de movimientos artísticos y culturales llevan mayúscula inicial solo cuando abarcan todas o la mayor parte de las disciplinas artísticas (como el arte, la literatura, la música, etc.) e identifican grandes períodos históricos culturalmente diferenciados y anteriores al siglo XX:
- el Cinquecento
- el Renacimiento
- el Barroco
- el Neoclasicismo
- el Romanticismo.

Los especificadores de esos movimientos van con minúscula:
- el Barroco tardío
- el Romanticismo alemán
- el Renacimiento francés
- el Renacimiento temprano.

En cambio, los sustantivos y adjetivos que forman parte de la denominación de escuelas y movimientos anteriores al siglo XX, y propios de disciplinas artísticas concretas, se escriben preferentemente con minúscula, ya que el periodo histórico en el que se encuadran no se puede identificar de manera exclusiva con ninguno de ellos en concreto:
- el art nouveau
- el cubismo[21]
- el dadaísmo
- el indigenismo
- el modernismo
- el neorrealismo italiano.[22]
- el realismo mágico
- el simbolismo
- el surrealismo
- el vanguardismo

Algunos, a pesar de ser anteriores al siglo XX, ya que se encuadran en periodos históricos que no se pueden identificar de manera exclusiva con ninguno de ellos en concreto:
- el conceptismo
- el culteranismo
- la escuela holandesa
- el estilo galante
- el gótico
- el gótico tardío

Las denominaciones de los géneros que se dan en las distintas disciplinas artísticas se escriben siempre con minúscula, por ser nombres genéricos de estas clases o categorías:
- el cine negro
- la novela pastoril
- la pintura abstracta

### Religiones
Las religiones van con minúsculas:
- budismo
- cristianismo
- hinduismo
- islamismo
  - islam (únicamente cuando se toma el islam como un ente histórico-político, y no meramente religioso, podría llevar mayúsculas: «La dinastía sasánida estuvo al frente de los destinos de Persia durante los últimos siglos anteriores al Islam»).[23]
- mormonismo
- testigos de Jehová
  - los jehovaístas
- fe bahái
  - los baháis

### Topónimos
Llevan mayúscula los sustantivos y adjetivos que forman parte del nombre de zonas geográficas, que generalmente abarcan distintos países, pero que se conciben como áreas geopolíticas con características comunes:
- América Latina (o Latinoamérica), América Anglosajona
- la Antártica (como se utiliza en Chile) o la Antártida
- el Cono Sur[24]
- el Magreb
- Hispanoamérica
- Occidente,
- Oriente,
  - Oriente Próximo o Cercano Oriente (formado por Arabia Saudí, Baréin, Chipre, Egipto, Emiratos Árabes Unidos, Irak, Irán, Israel, Jordania, Kuwait, Líbano, Libia, Omán, Catar, Siria, Sudán y Yemen),[25]
  - Oriente Medio[26] (Afganistán, India y Pakistán)[25]
  - Lejano Oriente (Australia, Bangladés, Birmania, Bután, Camboya, China, Corea del Norte, Corea del Sur, Filipinas, Hong Kong, Indonesia, Japón, Laos, Malasia, Nepal, Nueva Zelanda, Singapur, Tailandia y Vietnam)[25]
- Sudeste Asiático[27]

Se deben escribir con minúscula los sustantivos comunes que acompañan a los nombres propios geográficos (arroyo, cabo, ciudad, cordillera, estrecho, golfo, isla, mar, océano, península, río, sierra, etc.):
- el arroyo Ramallo («arroyo» no forma parte del nombre propio, ya que se puede decir: «Hoy me bañé en el Ramallo»).
  - el Arroyo del Medio («arroyo» va con mayúscula porque forma parte del nombre propio, ya que no se puede decir: «Hoy me bañé en el del Medio»).
- el río Ebro («río» no forma parte del nombre propio, ya que se puede decir: «Hoy me bañé en el Ebro»).
  - el Río de los Americanos (California), «río» va con mayúscula porque forma parte del nombre propio, ya que no se puede decir: «Hoy me bañé en el de los Americanos»).
- el cabo de Hornos.
- la bahía de las Ballenas
- la bahía de Samborombón
- la ciudad de Buenos Aires (ya que no es usual la frase: «Voy a Ciudad de Buenos Aires» sin artículo). En cambio cuando se la nombra en documentos oficiales, se escribe con mayúscula: «En la Ciudad de Buenos Aires...», «En la CABA (Ciudad de Buenos Aires)...», «En la CABA...», etc.
  - pero: Ciudad Evita (ya que es usual la frase: «Voy a Ciudad Evita» sin artículo).
- la ciudad de Panamá (ya que no es usual la frase: «Voy a Ciudad de Panamá» sin artículo).
- la Ciudad de México (ya que no es usual la frase: «Voy a Ciudad de México» sin artículo).
  - pero: Ciudad Juárez (ya que es usual la frase: «Voy a Ciudad Juárez» sin artículo).
- el continente antártico (por ser un mero nombre descriptivo).
- la cordillera de los Andes
  - la cordillera andina (por ser un mero nombre descriptivo; el nombre común es «cordillera de los Andes»)[28]
- la cordillera de la Costa
- el glaciar Perito Moreno
- el golfo Pérsico[29]
- las islas australes[28] o las islas Australes (quizá obsoleto)[29]
- las islas borromeas (porque borromeas es un adjetivo derivado de la familia Borromeo, que compró esas islas)[28] o las islas Borromeas (quizá obsoleto)[29]
- las islas británicas ("británicas" va con minúscula porque es un adjetivo descriptivo).[28]
- las islas Canarias ("islas" va con minúscula porque las islas Canarias no son un país independiente),[28]
- las islas centrales[28] o las islas Centrales (quizá obsoleto)[29]
- las Islas Cook, Islas Marshall o Islas Salomón, porque en este caso, "Islas" forma parte del nombre de esos países.[30]
- las islas desventuradas[28] o las islas Desventuradas (quizá obsoleto)[29]
- las islas eolias[28] o las islas Eolias (quizá obsoleto)[29]
- las islas espóradas (si se considera que espóradas es un adjetivo por la manera en que modifica a islas; si no fuera un adjetivo serían islas Espórada)[28] o las islas Espóradas (quizá obsoleto)[29]
- las islas exteriores[28] o las islas Exteriores (quizá obsoleto)[29]
- las islas frisias[28] o las islas Frisias (quizá obsoleto)[29]
  - islas frisias danesas, islas frisias occidentales, islas frisias orientales, islas frisias septentrionales
- las islas hébridas (si se considera que hébridas es un adjetivo porque modifica a islas; pero hébridas proviene del sustantivo propio latino Ebudes, que proviene posiblemente de una palabra precéltica)[28] o las islas Hébridas (quizá obsoleto)[29]
- las islas Pitiusas (cuando se refiere a las islas de Ibiza y Formentera; pero cuando se refiere a solo una de ellas ―y ya se la ha mencionado―, se debe escribir con minúscula: «Ibiza está de fiesta: en la isla pitiusa hay cada vez más turistas nipones»),[31]
- el mar de Amundsen
- el mar Muerto
- la meseta Antártica
- los montes Transantárticos
- el océano Atlántico
- el océano Índico
- la península antártica, la península arábiga, la península helénica, la península ibérica, la península arábiga
  - en el caso de la península ibérica, el Diccionario panhispánico de dudas en 2005 proponía escribir ambos términos con mayúsculas, debido a que se refiere a una entidad de carácter histórico-político, y no a un mero accidente geográfico. En 2010 la Ortografía de la ASALE considera esta expresión, junto con otras equiparables, accidentes geográficos para los que se emplea un sustantivo común acompañado de un adjetivo, y ambos se escriben con minúscula, al tratarse de «expresiones meramente apelativas o comunes, aunque designen un referente único».[28]
- la península de Kamchatka
- la península de Valdés
- la plataforma de hielo de Ross
- la provincia de Buenos Aires (aunque el nombre oficial sea «Provincia de Buenos Aires», que utiliza mayúsculas legales). Lleva mayúsculas cuando forma parte del nombre de una institución:
  - la Policía de la Provincia de Buenos Aires
  - * «En la sede de la Policía de la Provincia de Buenos Aires»; en cambio, se puede decir:
  - * «No se puede comparar a los policías federales con los policías de la provincia de Buenos Aires»
  - el escudo de la provincia de Buenos Aires; tanto «escudo» como «provincia» forman parte de un título descriptivo, no de una institución.
  - Poder Judicial de la Provincia de Buenos Aires: «provincia» lleva mayúscula porque forma parte del nombre propio de una institución.
  - Banco de la Provincia de Buenos Aires: «provincia» lleva mayúscula porque forma parte del nombre propio de una institución.
  - * «El Banco de la Provincia de Buenos Aires tiene cada vez más deudas»
  - * «El Banco Provincia tiene cada vez más deudas»; sin embargo:
  - * «El banco de la provincia tiene cada vez más deudas».
- el río Ebro («río» no forma parte del nombre propio, ya que se puede decir: «Hoy me bañé en el Ebro»).
- el Río Negro (porque «río» forma parte del nombre propio, ya que no se puede decir: «Hoy me bañé en el Negro»).
  - la provincia de Río Negro (aunque el nombre oficial sea «Provincia de Río Negro», que utiliza mayúsculas legales). Lleva mayúsculas cuando forma parte del nombre de una institución: «Sitio web del Poder Judicial de la Provincia de Río Negro».
- el río Paraná
- la sierra de Gredos

En cambio si el sustantivo genérico forma parte del nombre propio, se deberá escribir con mayúscula inicial:
- Ciudad del Vaticano
- Ciudad Evita
- Ciudad Hidalgo (Chiapas).
- Ciudad Hidalgo (Michoacán).
- Ciudad Juárez (por ejemplo, «voy a Ciudad Juárez»; en cambio «voy a la ciudad de Buenos Aires»).
- el Río de la Plata (no se puede decir: «Me bañé en el de la Plata»).
  - pero: «el río Paraná» (ya que se puede decir: «Me bañé en el Paraná»).
- la Sierra Nevada
- la Sierra Maestra
- la Sierra de los Comechingones
- los Picos de Europa.

Llevan minúsculas los puntos y las líneas imaginarias:
- el hemisferio sur
- el círculo polar
- la eclíptica.
- el ecuador
  - el Ecuador
- el meridiano de Greenwich
- el trópico de Capricornio
- el círculo polar antártico
- el polo antártico, polo austral, polo ártico, polo boreal, polo norte, polo norte magnético, polo sur.[32]

Cuando las denominaciones polo norte y polo sur no se refieren a los extremos del eje de rotación de la Tierra sino al área geográfica que circunda dichos puntos, se escribirán con mayúscula inicial:
- «La expedición recorrerá el Polo Sur».

### Instituciones
Llevan mayúscula los sustantivos y adjetivos que componen el nombre de los departamentos dentro de una institución, divisiones administrativas, edificios, entidades, establecimientos públicos, instituciones, monumentos, organismos, partidos políticos:
- el Área de Gestión Administrativa
- el Café de los Artistas (la palabra «café» forma parte del nombre propio).
- el café Paulista
- el Departamento de Recursos Humanos
- el Instituto de Radiología de Córdoba
- el Ministerio de Hacienda
- el Monumento a la Bandera
- el Museo de Bellas Artes
- el Museo Británico (en cambio: Imperio británico).
- el Partido Demócrata
- el teatro Cervantes
- el Teatro del Arte
- el Teatro Real
- el Teatro alla Scala
- la Scala de Milán
- la Facultad de Medicina
- la Real Academia de la Historia
- la Torre de Pisa
- la Universidad Nacional de Costa Rica

También se escribe con mayúscula el término que en el uso corriente nombra de manera abreviada una determinada institución o edificio:
- la Nacional (por la Biblioteca Nacional).
- el San Martín (por el teatro San Martín).
- la Autónoma (por la Universidad Autónoma).
- el Real (por el Teatro Real).

Los distintos poderes del Estado (ejecutivo, legislativo y judicial) se escriben con inicial minúscula cuando se alude a ellos de manera genérica, pero con mayúscula si forman parte de un nombre propio o si se refieren a la institución concreta.
- «En el Gobierno, el poder ejecutivo recae en el presidente».
- «El Poder Ejecutivo decretó el estado de sitio».
- «El Ejecutivo otorgó las jubilaciones».[33]
- «En la democracia, la prensa constituye el cuarto poder».[33]

### Ciencias académicas
Los sustantivos y adjetivos que forman el nombre de disciplinas científicas, cuando son mencionadas como materias de estudio, y especialmente en contextos curriculares o académicos (nombres de asignaturas, cátedras, facultades, etc.):
- Estudió Diseño Industrial.
- Es graduado en Relaciones Públicas.
- Soy licenciada en Filología Inglesa.
- Me matriculé en Comunicación Audiovisual.
- Mi mejor profesora fue la de Cálculo Numérico.
- Traducción e Interpretación.
- Filología Hispánica.
- Diseño Gráfico.
- Periodismo.
- Publicidad.

Fuera de los contextos antes señalados, se utiliza la minúscula:
- La medicina alternativa no experimenta ningún avance real.
- La psicología infantil era más bien subvaluada.
- La diferencia de enfoque entre el cálculo numérico y el álgebra.
- La biología es una disciplina muy relevante.
- Los expertos en diseño industrial quedaron encantados.

Las asignaturas académicas que no constituyen la denominación de una disciplina científica deben ir con minúscula (solo la primera palabra se escribe con mayúscula), como si se tratase del título de un libro o de una conferencia:
- El mercado laboral de la interpretación profesional en España.
- Historia de los sistemas filosóficos.
- Introducción a la composición musical.
- Me anoté en «Introducción a la composición».

### Astros
Los nombres de galaxias, constelaciones, estrellas, planetas y satélites:
- la Vía Láctea
- la Osa Mayor
- la nebulosa del Cangrejo
- la nube de Oort
- la constelación de Orión
- la estrella Antares
- el cometa Halley
- Venus
- Marte
- Ganimedes
- el Sol, la Tierra, la Luna
  - Se escribirán con minúscula las palabras «sol», «tierra» y «luna» en sentido figurado, con el sentido de ‘estrella’, ‘planeta de tipo terrestre’ y ‘satélite’, o cuando se refieren a los efectos que se observan (incluidas las fases de la luna). También «tierra» va con minúscula cuando significa ‘mundo’, y «sistema solar» cuando no es el nuestro:
    - Se pusieron en marcha a la salida del sol.
    - El sol no calentaba nada.
    - Se acostó a tomar sol.
    - El sol se pone cada vez más pronto.
    - El tercer planeta del sistema solar es la Tierra.
    - El asteroide se interpuso entre la Tierra y la Luna.
    - Luchaba por los desheredados de la tierra.
    - Es el tío más tonto de la tierra.[36]
    - No descubrieron ninguna tierra en el nuevo sistema solar descubierto.
    - Esta noche hay luna llena (o luna nueva, o cuarto creciente).
    - Se sentaron al claro de la luna.
    - Nunca había escuchado la sonata Claro de luna.
    - Le declaró su amor a la luz de la luna.
    - No presta atención porque está siempre en la luna.
    - Las lunas de Júpiter.

Las denominaciones genéricas o meramente descriptivas (aunque se refieran a una realidad única) van con minúscula:
- la estrella polar
- el sistema solar
- el universo

### Números romanos
Generalmente la numeración romana se escribe en mayúscula:
- Enrique VIII
- Juan Pablo II.

### Títulos de dignidad
Los títulos y cargos van con minúscula:
- don («Vino un tal don Juan»).
- san (san Jacob, san Yago, santo Iago, apóstol Sant'iago).
- santo (rezo al santo Rosario).
  - Santo lleva mayúscula si se usa como nombre propio: «Todopoderoso, dame tus dones; Santo, danos la paz»
- redentor (el Cristo redentor).
- monseñor («querido monseñor, conduzca la boda» o «Fue perpetrado por monseñor Storni»).
- señor («Acérquese, por favor, señor López»).
  - Sr. («Acérquese, por favor, Sr. López»).
  - Señor lleva mayúscula cuando se utiliza como nombre propio («Oh, Señor, no soy digno de que entres»).

Algunas personas pretenden que algunos cargos, títulos o nombres de dignidad lleven mayúscula cuando se refieren a una persona concreta, sin mencionar expresamente su nombre propio:
Sin embargo, no se recomienda el uso de esta mayúscula de dignidad, ya que es difícil discriminar desde qué cargo merece esa dignidad:
- presidente (como «el jefe»).
  - La actual Presidenta vino en marzo.
- El papa vino en marzo (parecido a «el jefe vino en marzo»).
  - El Papa vino en marzo.
- El rey Juan Carlos vino en marzo.
- El rey vino en marzo (parecido a «el jefe vino en marzo»).
  - El Rey vino en marzo.
- La cacica vino en marzo.
  - La Cacica vino en marzo.
- El jeque vino en marzo.
  - El Jeque vino en marzo.
- La modista vino en marzo.
  - La Modista vino en marzo.

Los puestos van con minúsculas, pero las instituciones van con mayúscula:
- Fue nombrada secretaria general de las Naciones Unidas.
- La directora gerente del Fondo Monetario Internacional.
- La presidenta de la República, Isabel Perón.
- La conserje no vendrá.
- La jefa Pérez tiene todo el poder.
- Susana es un miembro importante.[38]
- Susana es una miembro importante.[38]
- La nombraron oficial de la policía.
- Fue la primera oficial de la Policía de la Provincia.
- La vigilante lo encarceló.[39]
- Gandhi fue nombrada primera ministra de la India.
- Debido al machismo, en la Iglesia católica nunca permitirán obispas, y, menos, arzobispas.
- La Iglesia católica está renegando gradualmente del machismo, por lo que pronto ordenarán sacerdotisas.
- Lo mencionó la cardenalesa primada de la Nación.
- Se avecinan los tiempos en que la Iglesia permitirá que las mujeres lleguen a papisas.
- La médica lo atendió prestamente.
- La profesora cobraba sueldo como música oficial de la corte.

### Siglas y acrónimos
Cuando las siglas tienen cuatro letras o menos, se deben escribir completamente en mayúsculas:
- CIA (Agencia Central de Inteligencia, de los Estados Unidos), a pesar de que se pronuncia /cía/ (y no /cé í á/) no debe llevar tilde, porque es una sigla de menos de cuatro letras.
  - No se debe escribir Cía., que es la abreviatura de «compañía».
- INEI (Instituto Nacional de Estadística e Informática), se pronuncia /inéi/ (y no /í éne é í/).
- OTAN, que en Latinoamérica se pronuncia /otán/ y en España /ótan/.

Cuando los acrónimos son sustantivos propios y tienen más de cuatro letras, solo se escribe en mayúscula la inicial:
- Ansés, que lleva tilde por ser palabra aguda terminada en n o s.
  - En cambio si se escribiera ANSES no deberá llevar tilde y se deberá pronunciar /á éne ése é ése/.
- Náscar (National Association for Stock Car Auto Racing: Asociación Nacional de Carreras de Automóviles de Serie), pronunciado /náskar/.
  - En cambio si se escribiera NASCAR no deberá llevar tilde y se deberá pronunciar /éne á ése cé á ére/ (muy inusual).
- Unesco (United Nations Educational, Scientific and Cultural Organization: Organización de Naciones Unidas para la Educación, la Ciencia y la Cultura).
- Unicef.

Cuando los acrónimos se convierten en sustantivos comunes (debido al uso) y tienen más de cuatro letras, se deben escribir enteramente con minúsculas:
- láser (que lleva tilde por ser palabra grave terminada en consonante).
- ovni.
- púlsar.
- radar.
- sida.
- uvi (Unidad de Vigilancia Intensiva).

### Dígrafos
En castellano, cuando una palabra empieza por las letras ch, gu, ll o qu, solo se escribe en mayúscula la primera letra: Chaurasia, Guernica, Lloyd, Quevedo; esto ya era así cuando la c, la ch, la l y la ll se alfabetizaban de manera separada.
Cuando estos dígrafos integran una sigla, solo se debe escribir con mayúscula el primero de sus componentes:
- RPCh (República Popular China).

## Uso de las mayúsculas en otros idiomas
En idiomas como el alemán, todos los sustantivos empiezan por mayúscula. En los idiomas que tienen dígrafos (como IJ en neerlandés), cuando estos deben escribirse en mayúscula a menudo se escriben así las dos letras que los forman, y no solo la primera (caso de IJsselmeer).
En inglés habitualmente se escriben con mayúscula al inicial de todas las palabras importantes de un título:
- Brave New World,
- One Hundred Years of Solitude,
- The Sorrows of Young Werther.